# Somalialärka
Somalialärka (Mirafra somalica) är en fågel i familjen lärkor inom ordningen tättingar.

## Utseende och läte
Somalialärkan är en slank lärka med en vass och rak dolklik näbb, långa ben och en lång mörk stjärt med kontrasterande vita yttre stjärtpennor. Ovansidan är rostbun med vitaktiga fjäderkanter som ger den ett fjälligt utseende. Undersidan är vitaktig med rostfärgade strimmor över bröstet. På huvudet syns ett ljust ögonbrynsstreck. Lätena är inte beskrivna.

## Utbredning och systematik
Somalialärka delas in i två underarter med följande utbredning:
- Mirafra somalica somalica – förekommer i norra Somalia
- Mirafra somalica ashi, syn. rochei – förekommer i centrala Somalia

Taxonet ashi erkändes tidigare som en egen art, "ashlärka" eller "uarsheklärka". Studier från 2023 visar dock att den är synonym med somalialärkans underart rochei.  

### Släktestillhörighet
Fågeln placerades tidigare i släktet Mirafra, men genetiska studier från 2023 visar att det släktet kan delas upp i fyra klader som är förhållandevis gamla, äldre än flera andra släkten i familjen. Författarna rekommenderar därför att Mirafra delas upp i flera släkten, där somalialärka med släktingar lyfts ut till Corypha. Denna linje följs här.

## Levnadssätt
Somalialärkan hittas i öppna gräsmarker och lätt beskogade områden, ofta på röd sandjord. Där syns par springa runt på marken. När den tar till vingarna flyger den endast korta sträckor.

## Status och hot
Arten har ett stort utbredningsområde och en stor population med stabil utveckling och tros inte vara utsatt för något substantiellt hot. Utifrån dessa kriterier kategoriserar internationella naturvårdsunionen IUCN arten som livskraftig (LC). Notera dock att sedan 2021 inkluderar IUCN den fåtaliga uarsheklärkan i arten. Världspopulationen har inte uppskattats men den beskrivs som ganska vanlig.